# إيساك كوينكا
خوان إيزاك(إسحاق) كوينكا (بالإسبانية: Joan Isaac Cuenca López، ولد في 27 ابريل ،1991 ريوس، طراغونة، إسبانيا) لاعب كرة قدم إسباني يلعب لنادي برشلونة بي لكرة القدم، يلعب في مركز الجناح وقد لعب عدة مباريات اعتبارا من موسم 2011/ 2012 لنادي برشلونة الأول بعد أن استعان به جوزيب غوارديولا مدرب النادي وهو خريج أكادمية لاماسيا.

## حياته الكروية
خوان إيزاك كوينكا انضم إلى نادي برشلونة بي الفئات السنة في موسم 2002/2003. حيث امضى سنتيّن مع الفريق قبل أن ينضم بشكل مؤقت لـ نادي رويس في موسم 2004/2005 حيث حصل على دقائق لعب أكثر. في الموسم الماضي لعب لنادي نادي أياكس أمستردام على سبيل الإعارة، حينها طلب كشافوا نادي برشلونة استرجاعة مؤمنين بأنه مستعد للعب مع النادي. وعلى الرغم من العروض القوية من أندية الدرجة الأولى كفياريال وإسبانيول. إلا أنه ابدى رغبته في العودة لناديه المفضل ليلعب مع تياغو ألكانتارا، مارك بارترا ومونتويا، وهم اللاعبين الذين سبق له اللعب معهم بنادي برشلونة بي.
خوان إيزاك كوينكا يعد اللاعب المميز لخطة برشلونة 4-3-3 حيث أنه يستطيع اللعب في ثلاثة مراكز في تلك الخطة وجميعها هجومية، إيزاك يلعب بالأساس في مركز صانع ألعاب بخط الوسط ولكنه يجيد أيضا ًا للعب على الأجنحة بالجهتيّن اليمين واليسار مستخدما ً بها مهاراتة العالية بالتحكم بالكرة.
عاد المهاجم الشاب إلى برشلونة في صيف عام 2011، بعد فترة ناجحة مع سابادل حيث كان واحداً من الدعائم الأساسية في صعود ذلك الفريق إلى الدرجة الثانية. يتصرف باعتبارة متطرف ومعروف بأسلوبة، الأمر الذي جعل منه لاعباً أساسياً من خلال تركيزة الجيد. وأظهر ذلك عندما قدم للفريق قبل بداية الموسم ولعب بعض المباريات مع الفريق الأول.

## الصعود إلى الفريق الأول
اللاعب كونيكا هواللاعب رقم 19 من التشكيلة التي وضعها جوزيب غوارديولا للصعود من الفريق الثاني برشلونة بي منذ ان استلم تدريب الفريق الأول حيث تم تثبيت ثلاث منهم في التشكيلة وهم: سيرجيو بوسكيتس، تياغو ألكانتارا، أندرو فونتاس، فما بين ظهور اللاعب سيرجيو بوسكيتس خلال الجولة الثانية الدوري الأسباني موسم 2008-2009 وظهور اللاعب خوان إيزاك كوينكا في المباراة الثالية لدوري ابطال أوروبا 2011-2012 مضى ثلاثة مواسم قام المدرب بيب جوارديولا بمنح الفرصة لـ 19 لاعب في التشكيلة الأساسية للفريق الأول منهم من اثبت نفسه في الفريق الأول ومنهم ما يزال يلعب في الفريق الثاني ومنهم من فضل اللعب ومواصلة مسيرته بعيداً عن الكامب نو.

## احصائيات
آخر تحديث 25 كانون الثاني 2012.
| الفريق       | السنة                                     | الدوري    | الدوري  | الدوري | الكأس     | الكأس   | الكأس | أوروبا    | أوروبا  | أوروبا | غيرها     | غيرها   | غيرها | المجموع   | المجموع | المجموع |
| الفريق       | السنة                                     | المباريات | الاهداف | ساعد   | المباريات | الاهداف | ساعد  | المباريات | الاهداف | ساعد   | المباريات | الاهداف | ساعد  | المباريات | الاهداف | ساعد    |
| ------------ | ----------------------------------------- | --------- | ------- | ------ | --------- | ------- | ----- | --------- | ------- | ------ | --------- | ------- | ----- | --------- | ------- | ------- |
| ساباديل      | الدوري الإسباني الدرجة الثانية بي 2010–11 | 32        | 4       | -      | —         | —       | —     | —         | —       | —      | —         | —       | —     | 32        | 4       | -       |
| ساباديل      | المجموع                                   | 32        | 4       | -      | —         | —       | —     | —         | —       | —      | —         | —       | —     | 32        | 4       | -       |
| برشلونة بي   | 2011–12                                   | 6         | 2       | 2      | —         | —       | —     | —         | —       | —      | —         | —       | —     | 6         | 2       | 2       |
| برشلونة بي   | المجموع                                   | 6         | 2       | 2      | —         | —       | —     | —         | —       | —      | —         | —       | —     | 6         | 2       | 2       |
| نادي برشلونة | 2011–12                                   | 7         | 2       | 0      | 4         | 2       | 1     | 3         | 0       | 3      | 1         | 0       | 0     | 15        | 4       | 4       |
| نادي برشلونة | المجموع                                   | 7         | 2       | 0      | 4         | 2       | 1     | 3         | 0       | 3      | 1         | 0       | 0     | 15        | 4       | 4       |
| مجموع الكامل | مجموع الكامل                              | 45        | 8       | 2      | 4         | 2       | 1     | 3         | 0       | 3      | 1         | 0       | 0     | 53        | 10      | 6       |

## انجازاته
- كأس العالم لأندية مع نادي برشلونة 2011